# Nancy Llewellyn
Nancy Elisabeth Llewellyn, in latino Annula (California, ...), è una latinista statunitense.

## Biografia
Dopo aver conseguito il titolo di baccalaureato a Bryn Mawr, studiò con il noto latinista vaticanista Reginald Foster per tre anni, a Roma. Conseguì la licenza nella facoltà di Lettere Cristiane e Classiche presso l'Università Pontificia Salesiana, sotto la direzione di Cleto Pavanetto, presidente dell'Opus Fundatum Latinitas, in Vaticano. Durante i suoi studi alla UCLA, ricevette il Luckman Fellowship. Nel 1997 fondò la SALVI (Septentrionalis Americani Latinitatis Vivae Instituti), una società senza scopo di lucro dedicata a promuovere la latinitas viva, che organizza annualmente un workshop in cui si parla esclusivamente in lingua latina. Insegnò alla Loyola Marymount University e prestò servizio come Project Coordinator of the Bibliotheca Alexandrina Latina initiative presso l'Institute for Advanced Technology dell'università della Virginia, nel campo delle scienze umane. I suoi studi includono la pedagogia linguistica, la letteratura neo-latina, la paleografia e l'archeologia.
È presidente della Rusticatio Californiana e della Rusticatio Virginiana. Insegna latino presso il Wyoming Catholic College a Lander, nel Wyoming (USA).